# Mark Eaton (ishockeyspelare)
Mark Andrew Eaton, född 6 maj 1977, är en amerikansk före detta professionell ishockeyspelare. Han har tidigare representerat Pittsburgh Penguins, New York Islanders, Nashville Predators och Philadelphia Flyers i NHL.
Eaton blev inte draftad av något lag.